# Aerodramus infuscatus
La salangana moluqueña, salangana de Halmahera o rabitojo de las Molucas (Aerodramus infuscatus) es una especie de ave apodiforme de la familia Apodidae endémica del archipiélago de las Molucas, Indonesia.

## Distribución
Se encuentra en las islas indonesias de Halmahera, Ternate y Morotai, en el archipiélago de las Molucas. La IUCN considera Aerodramus sororum y Aerodramus ceramensis subespecies de ésta y por tanto también dice que se puede encontrar en las islas de Célebes, Sangir Besar y Siau, en las islas Sangihe, las islas Sula y las Molucas septentrionales.